# Cantonul La Grand-Croix
Cantonul La Grand-Croix este un canton din arondismentul Saint-Étienne, departamentul Loire, regiunea Rhône-Alpes, Franța.

## Comune
| Comune                 | Populație (1999) | Cod poștal | Cod INSEE |
| ---------------------- | ---------------- | ---------- | --------- |
| Cellieu                | 1 526            | 42320      | 42032     |
| Chagnon                | 522              | 42800      | 42036     |
| Doizieux               | 805              | 42740      | 42085     |
| Farnay                 | 1 286            | 42320      | 42093     |
| La Grand-Croix         | 5 064            | 42320      | 42103     |
| L'Horme                | 4 742            | 42152      | 42110     |
| Lorette                | 4 451            | 42420      | 42123     |
| Saint-Paul-en-Jarez    | 4 054            | 42740      | 42271     |
| La Terrasse-sur-Dorlay | 732              | 42740      | 42308     |
| Valfleury              | 625              | 42320      | 42320     |